# (5862) Sakanoue
(5862) Sakanoue est un astéroïde de la ceinture principale.

## Description
(5862) Sakanoue est un astéroïde de la ceinture principale. Il fut découvert le 13 janvier 1983 à Geisei par Tsutomu Seki. Il présente une orbite caractérisée par un demi-grand axe de 2,39 UA, une excentricité de 0,15 et une inclinaison de 3,4° par rapport à l'écliptique.

## Compléments